# Heinrich Dittmers
Heinrich Dittmers eller Henderick Dittmars/Dithmar (formentlig født i Hamborg – 1677 (begravet 19. maj 1677 i København)) var en tysk maler og kobberstikker, som var hofmaler i Danmark.
Han skal have rejst både i Italien og Holland og synes fornemmelig uddannet under hollandsk indflydelse. Ca. 1665 kom han til Danmark og virkede her for det danske hof i historie- (som "Schilderer") og i portrætfaget (som "Contrefeyer"); 1665 malede han Eneboeren i sin Hule (dvs. Portræt af vokspoussereren Abraham Simon; nu i Statens Museum for Kunst), fem år senere det store billede Frederik III på paradeseng (Roskilde Domkirke). Først 9. december 1674 fik han dog bestalling som egentlig hofkontrafejer.
Der findes ret mange billeder af Dittmers i Danmark, en hel række i Det Nationalhistoriske Museum på Frederiksborg Slot, endvidere på Rosenborg Slot, Rosenholm, Gavnø. I Hamborgs Kunsthalle ses Hyrdernes Tilbedelse, i Mauritshuis i Haag et mandsportræt. Der kendes to portrætstik, udførte af Dittmers (Christian V m. v.). Flere af Dittmers' værker er blevne stukne af Johan Martin Preisler og andre. I Den Kongelige Kobberstiksamling i København ses formentlig hans selvportræt i tegning.